# Oh Boy!
Oh Boy! is een Nederlandse film uit 1991 van Orlow Seunke. De film is gebaseerd op een boek van Dirk Ayelt Kooiman.

## Rolverdeling
| Acteur                | Personage           |
| --------------------- | ------------------- |
| Orlow Seunke          | Boy, Pim            |
| Kees van Kooten       | Bozz, Gert          |
| Monique Smets         | Gal, Chloe          |
| Steffen Kroon         | Sonny               |
| Jim van der Woude     | Rolstoelman         |
| Pier van Brakel       | Boer                |
| Huub Stapel           | Jongen in sportauto |
| Peer Mascini          | Regisseur           |
| Tom Jansen            | Producent           |
| Marc Didden           | Cameraman           |
| Job van As            | Cameraman Assistent |
| Ingrid van Alphen     | Scriptgirl          |
| Willy van der Griendt | Grimeur/ Stoot      |
| Flip Filz             | Opnameleider        |
| Bart Witteveen        | Rekwisiteur         |
| Wijo Koek             | Geluidsman          |
| Kees Kroese           | Lichtman Joop       |
| Steven van Couwelaar  | Grip                |
| Herma Brouwer         | Kleedster           |
| A.J. Heerma van Voss  | Portier             |
| Ton de Graaf- Editor  |                     |
| Gert-Jan Dröge        | TV journalist       |
| Punch                 | Hond                |
| Larry                 | Computergame        |